# Incredulità di san Tommaso (Caravaggio)
L'Incredulità di san Tommaso è un dipinto a olio su tela di 107 × 146 cm realizzato tra il 1600 ed il 1601 dal pittore italiano Caravaggio. È conservato nella Bildergalerie di Potsdam. Ulteriori versioni eseguite dal maestro sono conservate in una collezione privata a Bologna e a Parigi.

## Storia
Nel 1606 il banchiere Vincenzo Giustiniani faceva riferimento a questo soggetto in una copia presente a Genova, mentre vent'anni dopo il dipinto veniva citato nell'inventario della collezione Giustiniani, il che fa presupporre che sia stato il banchiere stesso a commissionare l'opera, ipotesi data per certa da un certo numero di fonti. Tra l'altro, il tetro realismo dell'opera non avrebbe potuto che essere accolto da uno dei più forti sostenitori di Caravaggio. Dall'Inventario Giustiniani del 1638, apprendiamo che si trovava "nella Stanza Grande de Quadri Antichi...un quadro sopraporto di mezze figure con l'Historia di San Tomasso che tocca il Costato di Christo col dito depito in tela alto pal. 5 larg.pal 6 di mano di Michelangelo da Caravaggio con cornice negra profilata e rabescata d'oro".
Può forse essere identificato con il dipinto di cui parla Giovanni Baglione nel 1642 ed eseguito per Ciriaco Mattei. Il Bellori, nel 1672, scrive: " San Tomaso, che pone il dito nella piaga del Costato del Signore, il quale gli accosta la mano, e si svela il petto da un lenzuolo, discostandolo dalla poppa". Dopo la dispersione della raccolta Giustiniani perviene in Prussia e acquistato dallo Stato nel 1816, in seguito trasferito nel castello di Charlottemburg e alla Bildergalerie di Potsdam dove oggi si trova.

## Descrizione e stile
A parlare dell'episodio è il Vangelo di S. Giovanni. Dopo l'apparizione di Gesù agli apostoli e dopo che essi ne ebbero gioito, Tommaso, detto anche Didimo, che non era con gli altri al momento dell'apparizione, fu restio a credere che il Cristo morto fosse apparso in mezzo a loro, così affermò che avrebbe creduto solo se avesse messo un dito nella piega del costato di Gesù. Otto giorni dopo Gesù apparve di nuovo agli apostoli e visto fra di loro Tommaso gli disse:" Metti qui il tuo dito e guarda le mie mani; tendi la tua mano e mettila nel mio fianco; e non essere incredulo, ma credente!" (Gv. 20,19-31 ). Caravaggio nella dimensione orizzontale della tela 'fotografa' il momento della constatazione in un'inquadratura di tre quarti dove sono disposte le quattro figure su di uno sfondo neutro e scuro.
Questa scelta permette di concentrare l'attenzione dello spettatore sulla testa di Tommaso, mentre la luce illumina la fronte e il profilo ed il costato chiaro di Cristo. Inoltre l'inquadratura permette di fissare l'attenzione sull'atteggiamento timoroso e dubbioso di Tommaso, confortato da Cristo a cui oppone la testa, in basso, rispetto alla Sua, in alto. La disposizione a croce ravvicinata delle quattro teste e a triangolo degli sguardi, col vertice sul gesto di Tommaso, permette un'ulteriore concentrazione emotiva dello sguardo del fruitore, che non può non focalizzarsi sul punto del 'dramma': la rivelazione della presenza reale, in carne ed ossa di Gesù. Il pittore raffigura l'apostolo Tommaso mentre infila un dito nella ferita del costato di Gesù, secondo una determinata tradizione iconografica, con altri due apostoli che osservano la scena.
Sempre sul piano compositivo si osserva l'intersecarsi di due assi principali, quello orizzontale che è costituito dal braccio di Tommaso e dalle mani di Gesù e quello verticale che passa dalla testa dei due apostoli ( o meglio in mezzo alle due teste ) e prosegue su quella di Tommaso (esattamente lungo il collo dell'apostolo). Completa questa disposizione un arco formato dalle due schiene, quella di Tommaso e quella di Cristo. Un mirabile incastro di forme umane in primo piano 'gettate', con grande impatto emotivo davanti al fruitore: il gesto di Tommaso e la mano di Cristo che benevola lo accompagna esplode in una 'zoomata' straordinaria esaltata dalla luce che proviene da sinistra ( la luce della rivelazione ) che illumina il dubbio e lo stupore ( le fronti corrugate degli apostoli ) e la realtà della carne viva del Salvatore: dando forza alla verifica che annulla ogni timore. Il dipinto era un "sopraporta", come descritto nell'Inventario Giustiniani, e quindi gli spettatori lo vedevano dal basso, partecipando, emotivamente della scoperta di Tommaso.

## Iconografia

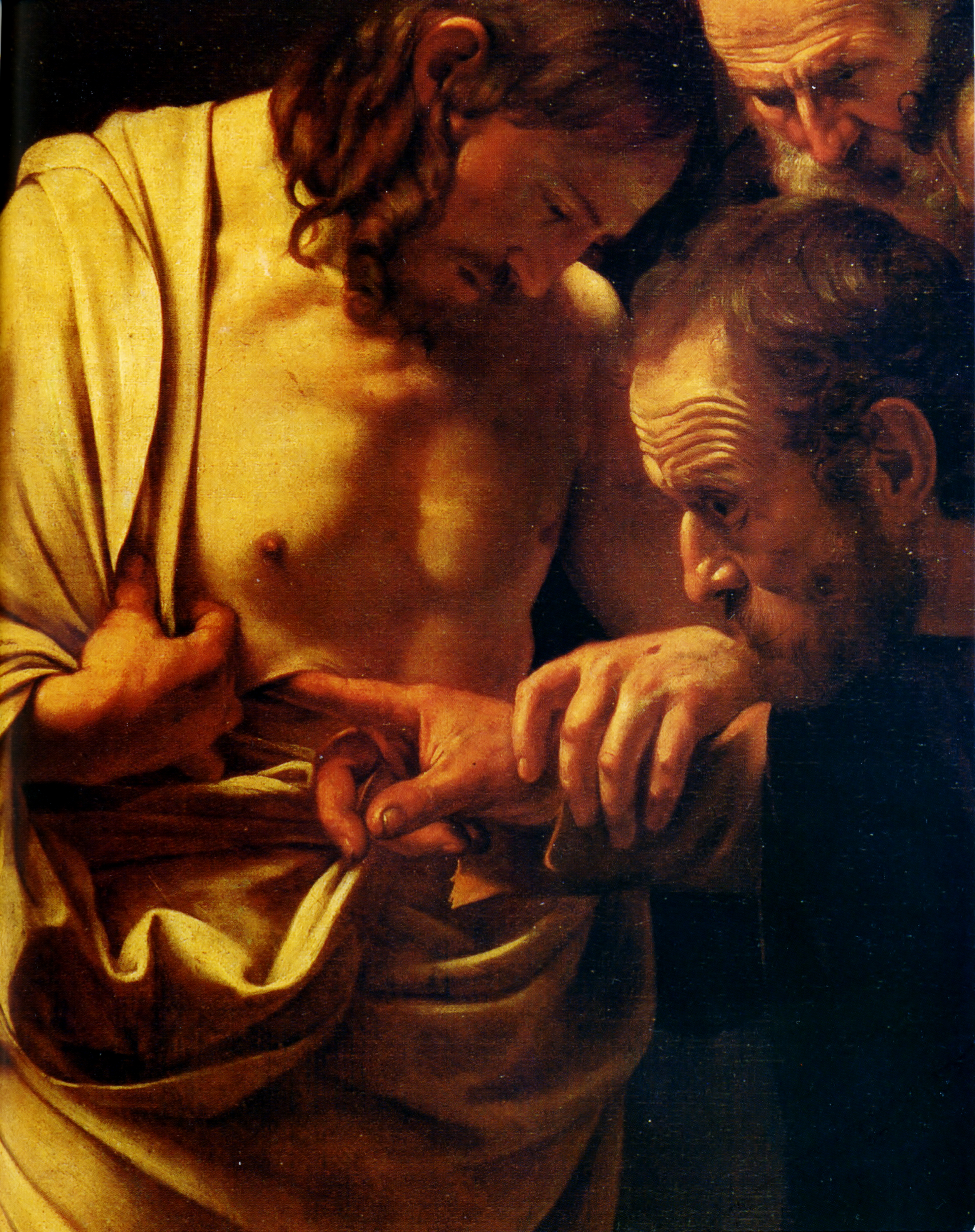
Michelangelo Merisi da Caravaggio, Incredulità di San Tommaso, particolare.

Il precedente più immediato dell'Incredulità di S. Tommaso di Caravaggio è in una stampa di Dürer della serie La piccola Passione del 1509 c.; in questa incisione l'apostolo compie lo stesso gesto che vediamo nell'opera di Caravaggio ma l'artista non lo valorizza, lo disperde in un molti particolari che distolgono l'attenzione; in Caravaggio, invece è il centro del discorso figurativo, è il fulcro dell'opera: tutto funziona da lì; non vedere per credere, ma vedere e toccare, l'esperienza visiva e l'esperienza tattile insieme, dove quest'ultima è prova regina, quella della scoperta, della rivelazione, del riconoscimento, della rinnovata fede: tutti aspetti centrali negli indirizzi della Controriforma. Moir sottolinea la differenza che esiste fra l'aspetto di povertà degli apostoli e quello dell'atletico Cristo che mostra un elegante panneggio classico che sottolinea contornandolo il corpo nudo, reale, vivo" fatto di carne e sangue".
Marini rivela che questo tipo di composizione serrata attorno a un fulcro", che l'artista sperimenta ne I Bari ritorna in altre opere, come La resurrezione di Lazzaro e l'Ecce homo di Messina. Secondo Ferdinando Bologna vi è corrispondenza fra la testa dello staffiere che si sporge da dietro il collo del cavallo nella Conversione di Saulo alla Cappella Cerasi in Santa Maria del Popolo a Roma e la testa dell'apostolo che, allo stesso modo, avanza sopra la testa di San Tommaso nell'Incredulità Potsdam Sempre secondo lo studioso, l'accertamento materiale della verità visualizzato dal dito di Tommaso nella piaga, rappresenta l'esigenza della verifica e della constatazione che è poi caratteristica peculiare dell'intera opera del Caravaggio.
Per Nicola Ivanoff - che crede che il dipinto Potsdam, di certo il migliore delle varie copie, sia quello citato dal Baglione - Tommaso ci si mostra come un rozzo ed ottuso filosofo materialista intento a una duplice operazione di verifica: non solo tocca la ferita del costato di Cristo, ma contemporaneamente la scruta evidenziando la meraviglia del tutto umana di chi non riesce a capire. Così come il rozzo Tommaso, anche gli altri due apostoli, per Ivanoff, sembra che siano illuminati dalla grazia divina: uno urla di orrore per quello che gli appare un gesto sacrilego, l'altro sembra essere più che altro incuriosito piuttosto che turbato. L'incredulità ebbe un enorme successo e produsse una gran varietà di copie, di cui alcune dello stesso artista e altre dei suoi seguaci: oggi si conoscono quattro esemplari dell'opera, uno, come detto il migliore (Ivanoff ritiene anche questo una copia di un originale perduto, Hinchs invece lo considera un originale, come anche Mia Cinotti), è quello di Potsdam, un altro è conservato agli Uffizi di Firenze, un altro ancora in Spagna, a Madrid, ed infine a Thirsk, nello York in Inghilterra.Una rivisitazione del Cristo dell'Incredulita' è stata proposta nella replica dell'artista Roberto Baserga.